# 阿尔吉克语系
阿尔吉克语系（英語：Algic languages）是北美洲原住民语言语系，主要使用在北美洲的北部地区，包括加拿大和美国的一些省份。语系内多数语言属于阿爾岡昆语族，分布在北美东岸至落基山脉的地区，此外还有尤罗克语和维约特语，分布在加州西北。
原始阿尔吉克语已通过比较原始阿爾岡昆语和尤罗克语、维约特语而构建出来。原始语使用范围据估计在太平洋西北地区哥伦比亚河沿岸。
阿尔吉克语系的概念最早由美国语言学家爱德华·萨丕尔，在发现上述两门加州语言与阿爾岡昆语族之间的联系后提出。

### 樹狀圖
- MultiTree Page for Algic languages （页面存档备份，存于）
- Ethnologue entry for Algic languages （页面存档备份，存于）

### 期刊與書籍
- Berman, Howard. 1982. Two Phonological Innovations in Ritwan. IJAL 48: 412–20.
- Campbell, Lyle. 1997. American Indian languages: The historical linguistics of Native America. New York: Oxford University Press. ISBN 0-19-509427-1.